# Крадущийся в ночи
Эта статья о телесериале. См. также Ми-28Н «Ночной охотник»
«Крадущийся в ночи» (или «Ночной охотник») — американский телесериал ужасов, состоящий из 10 серий. Ремейк телесериала 1974 года «Колчак: Ночной охотник». Продюсером проекта является Фрэнк Спотниц (продюсер и сценарист сериала «Секретные материалы)». Сериал не имел успеха и продержался на экранах около месяца — с 29 сентября по 10 ноября 2005 года, было показано 6 серий из 10. Серии с 7 по 10 были показаны впервые в Великобритании на канале Bravo, в США были показаны все 10 серий в летний период 2006 года на канале Sci Fi Channel. 30 мая 2006 года сериал был официально выпущен на DVD компанией Buena Vista. Роль Карла Колчака исполняет Стюарт Таунсенд.

## Сюжет
Карл Колчак — репортёр. Его жену Ирен убило нечто сверхъестественное, однако ФБР подозревают именно его. Карл переезжает из Лас Вегаса в Лос-Анджелес. Пытаясь разгадать причины и обстоятельства смерти жены, Колчак расследует различного рода загадочные преступления. Делает он это не один, а с напарницей — его начальницей по газете Перри.

## Список эпизодов

### Пилотный эпизод (Pilot)
В этой серии рассказывается история репортёра Колчака, а также повествуется о его первом расследовании. Женщину убивает какое-то неизвестное существо. Это же существо вскоре нападает на знакомую первой женщины и похищает её дочь. В ходе расследования Колчак приходит к выводу, что это делает не человек и вскоре он приходит к логову этого существа.
Впервые серия показана 29 сентября 2005 года. Режиссёр: Дэниел Сакхайм. В ролях: Эрик Джангменн, Коттер Смит.

### Пять человек, которых встретишь в аду (The Five People You Meet in Hell)
Прокурор убивает свою жену по указанию своего отца, который давно умер. Колчак в ходе расследования приходит к выводу, что за этим убийством стоит лидер странного культа, который даёт указания «убивать» проникая своим жертвам в голову. Основной целью его проникновений является месть тем, кто посадил его за решётку. Прямое отношение к этому имеет и напарница Колчака Перри — она, в своё время, выудила необходимые сведения у жены убийцы, которые помогли засадить его.
Впервые серия показана 6 октября 2005 года. Режиссёр: Роб Боумен. В ролях: Тони Карран, Арт Лафлер.

### Три (Three)
Во время прохождения обряда инициации странным образом погибает девушка. Она как будто утонула, однако в её лёгких не было обнаружено воды. Колчак и Перри выдвигают ряд версий происшедшего — деяния некого культа, тайное университетское сообщество, действие наркотиков или проявление мистических сил.
Впервые серия была показана 13 октября 2005 года. Режиссёр: Дэниел Сакхайм. В ролях: Гил МакКинни, Лейн Гаррисон.

### Горящий человек (Burning Man)
Группа людей получает странную восковую фигуру, после этого они сгорают заживо. Год назад ФБР был убит маньяк, который так же убивал своих жертв. Он утверждал, что сжигал своих врагов адским огнём. Карл Колчак берёт расследование в свои руки.
Впервые серия показана 20 октября 2005 года. Режиссёр: Тони Уормби. В ролях: Алекс Фернандес, Майкл О’Киф.

### Зло (Malum)
Странной смертью умирает заместитель директора школы. Вскоре выясняется, что Иезекииль — отец странного забитого мальчика Джастина Карвера, который учится в этой школе, угрожал заместителю. Однако это не единственное странное совпадение, которое связано с семьёй.
Впервые серия показана 27 октября 2005 года. Режиссёр: Деран Сарафян. В ролях: Тони Тодд, Пол Диллон.

### Источник (The Source)
Группировка байкеров убивает наркоторговца и его охрану. Первым на место происшествия попадает Колчак. Он отказывается полиции источник своей осведомлённости (ему позвонили по телефону). С этим же делом неким образом связано исчезновение агента ФБР, который, в свою очередь, мог бы что-то сообщить об исчезновении жены Колчака.
Впервые серия была показана 10 ноября 2005 года. Серия оканчивалась словами «Продолжение следует…», после чего показ сериала прекратился. Режиссёр: Стив Шилл. В ролях: Джон Пайпер-Фергюсон, Лорени Дельгадо.

### Море (The Sea)
Впервые серия была показана 24 февраля 2006 года. Режиссёр Элоди Кин.

### В ночь (Into the Night)
Заработавшиеся офисные клерки умирают странной смертью — их тела быстро мумифицируются. Полиция выдвигает версию о влиянии некого пестицида, однако Колчак непреклонен и считает это серией убийств. В чём скоро все и убеждаются.
Впервые серия была показана 4 августа 2006 года. Режиссёр: Пол Шапиро. В ролях: Eugene Byrd, Майкл Шеймус Уайлз.

### Безвременная (Timeless)
В парке находят труп молодой девушки. Первоначально выдвинута версия о несчастном случае. Однако сотрудник морга, поставщик информации Колчаку, подозревает о совершении убийства. Некое существо прогрызло лицо девушке и пробралось до мозга. При этом отпечатки укусов не совпадают с имеющимися отпечатками всех животных, которые водятся в округе. Вскоре всплывает информация что в этом же парке 35 лет назад было найдено три похожих трупа.
Повествование серии идёт от двух лиц — Колчака и преступника. Впервые серия была показана 11 августа 2006 года. Режиссёр: Джеймс Хейман. В ролях: Мира Фурлан, Кевин Рам.

### Какая частота, Колчак? (Whats the Frequency, Kolchak?)
Колчака похищает и привозит в свой дом психически больной человек. Он хочет выяснить суть обещания, которое посылал (по мнению преступника) ему Колчак в своих статьях.
Впервые серия была показана 18 августа 2006 года. Режиссёр: Колин Бакcи. В ролях: Пэт Хили, Майк Батайе.

## В ролях
- Стюарт Таунсенд — Карл Колчак
- Габриэль Юнион — Перри Рид
- Эрик Джангменн — Джейн МакМанус
- Коттер Смит — Энтони Винченцо
- Джон Пайпер-Фергюсон — агент Берни Файн